# Benešov (Broumov)

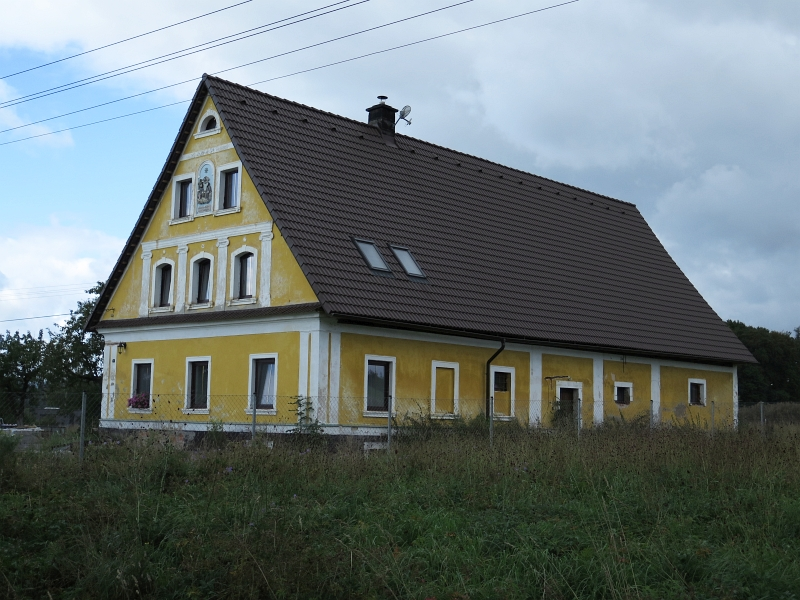
Haus Nr. 18

Benešov (deutsch Straßenau) ist ein Ortsteil der Stadt Broumov in Tschechien. Er liegt drei Kilometer nordöstlich des Stadtzentrums von Broumov nahe der tschechisch-polnischen Grenze und gehört zum Okres Náchod.

## Geographie
Benešov erstreckt sich am südlichen Fuße des Heidelgebirges (Javoří hory) entlang der Staatsstraße II/303 im Tal des Svinský potok (Saubach). Nördlich erheben sich der Kraví vrch (Kuhberg, 491 m n.m.), Supí vrch (Geyersberg, 541 m n.m.) und der Růžek (Hörnl, 635 m n.m.), im Nordosten der Bobří vrch (Bieberstein, 740 m n.m.) sowie südöstlich der Dvorský vrch (Hofeberg, 474 m n.m.). Am östlichen Ortsrand liegt der Černý rybník (Schwarzteich).
Nachbarorte sind Janovičky (Johannesberg) und Fuchshäuser im Norden, Nowa Głuszyca (Neu Giersdorf), Złote Wody (Goldwasser), Bartnica und Wrześnik (Schafwiese) im Nordosten, Granicznik (Markgrund), Świerki und Dworki im Osten, Rožmitál (Rosental) im Südosten, Poříčí (Sand) und Velká Ves (Großdorf) im Süden, Olivětín (Ölberg) und Cihelna im Südwesten sowie Heřmánkovice im Westen und Nordwesten.

## Geschichte
Das Straßendorf Straßendörfel wurde zu Beginn des 18. Jahrhunderts durch die Stiftsherrschaft Braunau auf Hermsdorfer Bauerngründen entlang der von Braunau über das Heidelgebirge nach Schweidnitz und Breslau führenden Handelsstraße angelegt. Bis ins 19. Jahrhundert wurde die Ansiedlung auch als Concurrenthäuser bezeichnet. Bis 1784 war Straßendörfel nach Schönau eingepfarrt, danach gehörte das Dorf zur Lokalie Hermsdorf.
Im Jahre 1833 bestand die im Königgrätzer Kreis gelegene und nach Hermsdorf inskribierte Ansiedlung Straßendörfel bzw. Concurrenthäuser aus 14 Häusern, in denen 80 Personen lebten. Straßendörfel unterstand den Hermsdorfer Gerichten.  Bis zur Mitte des 19. Jahrhunderts blieb das Dorf der Stiftsherrschaft Braunau untertänig.
Nach der Aufhebung der Patrimonialherrschaften bildete Straßenau/Benešov ab 1849 einen Ortsteil der Gemeinde Hermsdorf/Heřmánkovice im Gerichtsbezirk Braunau. Alternativ wurde die Ansiedlung nach der durchführenden Handelsstraße auch Schweidnitzer Straße genannt. Die den nordöstlichen Abschluss der Siedlung bildenden verstreuten Häuser, später die Fuchshäuser genannt, gehörten jedoch zu Rosenthal. 1862 wurde die Lokalie Hermsdorf zur Pfarrei erhoben. Im Jahre 1868 wurde Straßenau dem Bezirk Braunau zugeordnet. Im Jahre 1885 erfolgte der Ausbau der Schweidnitzer Straße zur Chaussee. Nach dem Münchner Abkommen wurde Straßenau im Herbst 1938 dem Deutschen Reich zugeschlagen und gehörte bis 1945 zum Landkreis Braunau. Nach dem Ende des Zweiten Weltkrieges kam Benešov zur Tschechoslowakei zurück und die deutsche Bevölkerung wurde vertrieben. Im Zuge der Gebietsreform von 1960 erfolgte die Aufhebung des Okres Broumov, seitdem gehört Benešov zum Okres Náchod. 1961 wurde Benešov von Heřmánkovice abgetrennt und nach Broumov eingemeindet. 1991 hatte Benešov 84 Einwohner. Im Jahre 2001 bestand das Dorf aus 29 Wohnhäusern und hatte 123 Einwohner.

## Ortsgliederung
Der Ortsteil Benešov bildet den Katastralbezirk Benešov u Broumova.

## Persönlichkeiten
- Alfred Nentwich (1896–1964), tschechoslowakisch-deutscher Politiker